# ستيف فورلونغ
ستيف فورلونغ (بالإنجليزية: Steve Furlong)‏ هو لاعب كرة مضرب أسترالي، ولد في 10 يناير 1967 في لندن في المملكة المتحدة.

## وصلات خارجية
- ستيف فورلونغ على موقع رابطة محترفي التنس (الإنجليزية)
- ستيف فورلونغ على موقع الاتحاد الدولي لكرة المضرب (الإنجليزية)